# Metrô de Charleroi
O Metrô de Charleroi é um sistema de metropolitano que serve a cidade belga de Charleroi.

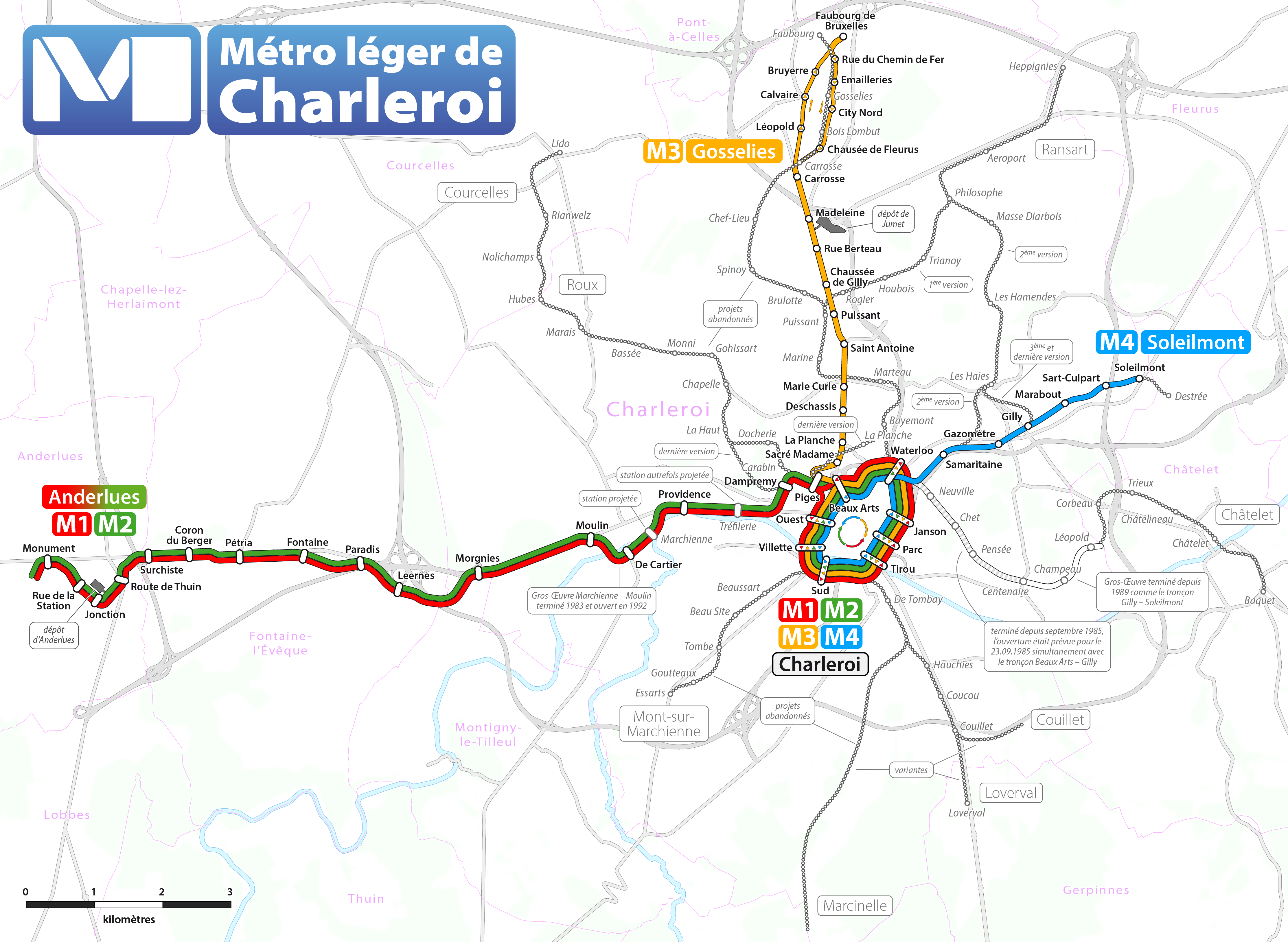